# Espresso martini

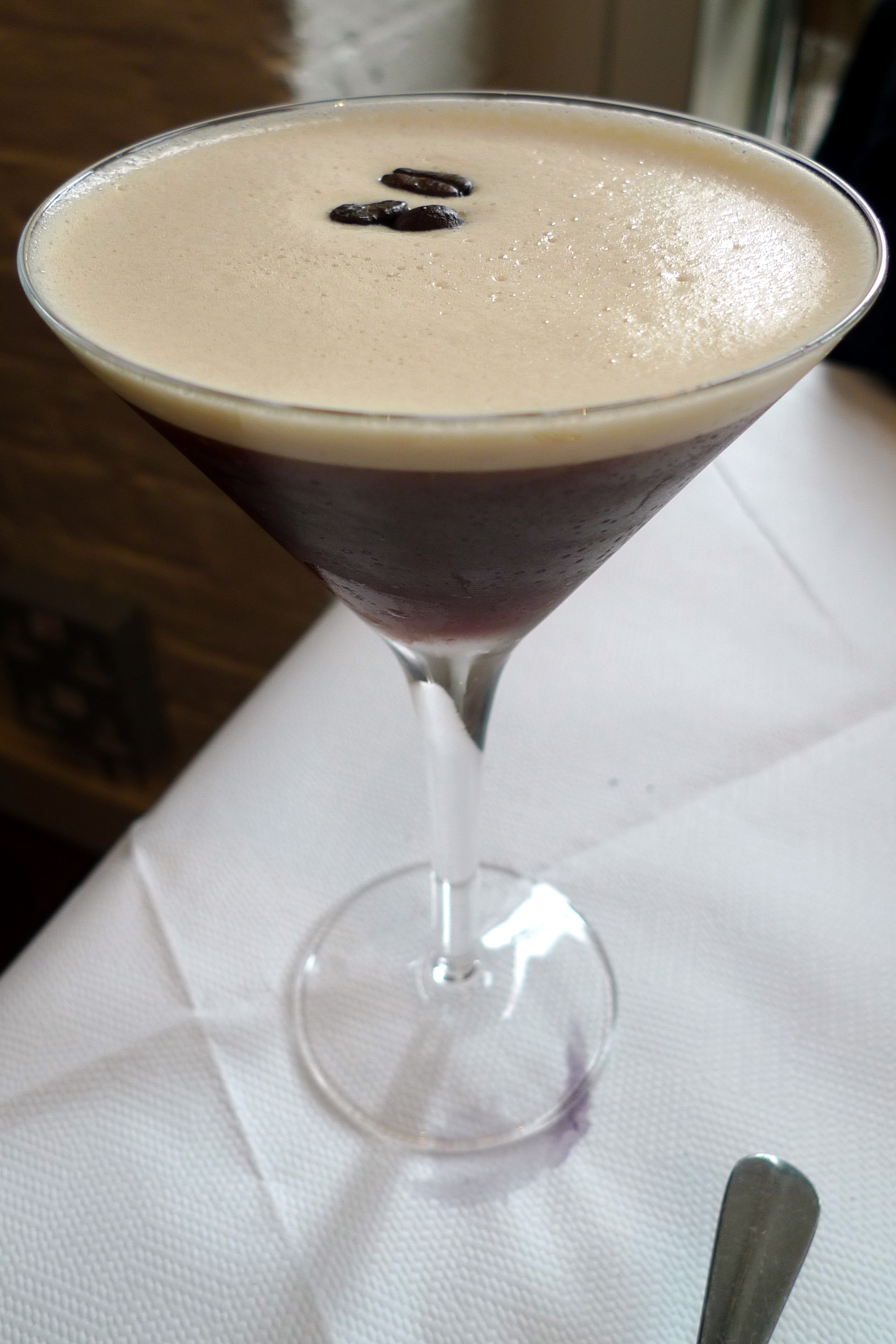
Espresso martini in een martiniglas

De espresso martini is een koude, naar koffie smakende cocktail met wodka, espresso, koffielikeur en suikersiroop. Het is geen echte martini aangezien het gin noch vermout bevat, maar is een van de vele drankjes die het begrip ‘martini’ in de naam dragen, omdat het in een ‘martini’ glas geschonken wordt. Het oorspronkelijke recept gaat uit van gelijke delen wodka en koffielikeur, één shot espresso en suiker in plaats van suikersiroop. De verse espresso zorgt voor het smelten van de suiker, wat resulteerde in een sterkere versie van de cocktail dan wanneer er suikersiroop gebruikt wordt.

## Herkomst
Er bestaan meerdere verklaringen voor het ontstaan van de espresso martini. Een van de gebruikelijkste claims is dat de cocktail werd uitgevonden door Dick Bradsell in de late jaren 1980, toen in de Freds Club in Londen een jonge vrouw vroeg om iets wat haar zou “wakker maken en daarna verneuken” (Wake me up, and then fuck me up). Bradsell heeft dit verhaal bevestigd in een veel verspreide video. Ook zijn er uitspraken van Bradsell bekend over de omstandigheden waarin het drankje is uitgevonden: “De koffiemachine in Soho Brasseries stond direct naast de bar waar ik mijn drankjes serveerde. Het was een nachtmerrie, want er lag overal koffiedik, dus koffie zat steeds in mijn gedachten. En destijds ging het altijd over wodka – dat was het enige wat iedereen dronk”.
Het recept voor espresso martini verschilt per bron. Traditioneel bevat het Kahlúa of Tia Maria.

## IBA
De International Bartenders Association vermeldt in plaats van een shot een ‘short’ espresso, ook bekend als ristretto. Een short espresso verwijst naar de relatieve hoeveelheid extractietijd die het evenwicht van de smaken uit de koffiebonen beïnvloedt. Een langere extractie leidt tot meer bittere en minder zure smaken, en het volume neemt toe. Een korte extractie resulteert in minder bittere en meer zure smaken, en het volume neemt af.

## Difford’s Guide
De Difford’s Guide beveelt aan 43 ml wodka te gebruiken, 21 ml hete espresso, 21 ml Kahlúa en 9,5 ml suikersiroop. De bestanddelen worden in een cocktailshaker met ijs gegoten. Het mengsel wordt vervolgens geschud en geschonken in een gekoeld martiniglas. Het drankje wordt gegarneerd met koffiebonen (soms ook met citroenzeste) en opgediend.